# Cartigny-l'Épinay
Pour les articles homonymes, voir Cartigny et Épinay (homonymie).
Cartigny-l'Épinay est une commune française, située dans le département du Calvados en région Normandie, peuplée de 301 habitants.

## Géographie
| Castilly                 | Saint-Marcouf            | La Folie                 |
| Lison                    | Cartigny-l'Épinay        | Sainte-Marguerite-d'Elle |
| Sainte-Marguerite-d'Elle | Sainte-Marguerite-d'Elle | Sainte-Marguerite-d'Elle |

### Hydrographie
La commune est située dans le bassin Seine-Normandie. Elle est drainée par le Rieu, le Croc, le fossé 01 de la commune de Cartigny-l'Épinay, le ruisseau de la Mare au Pre et un autre petit cours d'eau,.
Le Rieu, d'une longueur de 12 km, prend sa source dans la commune de Sainte-Marguerite-d'Elle et se jette dans l'Elle à Airel, après avoir traversé cinq communes.

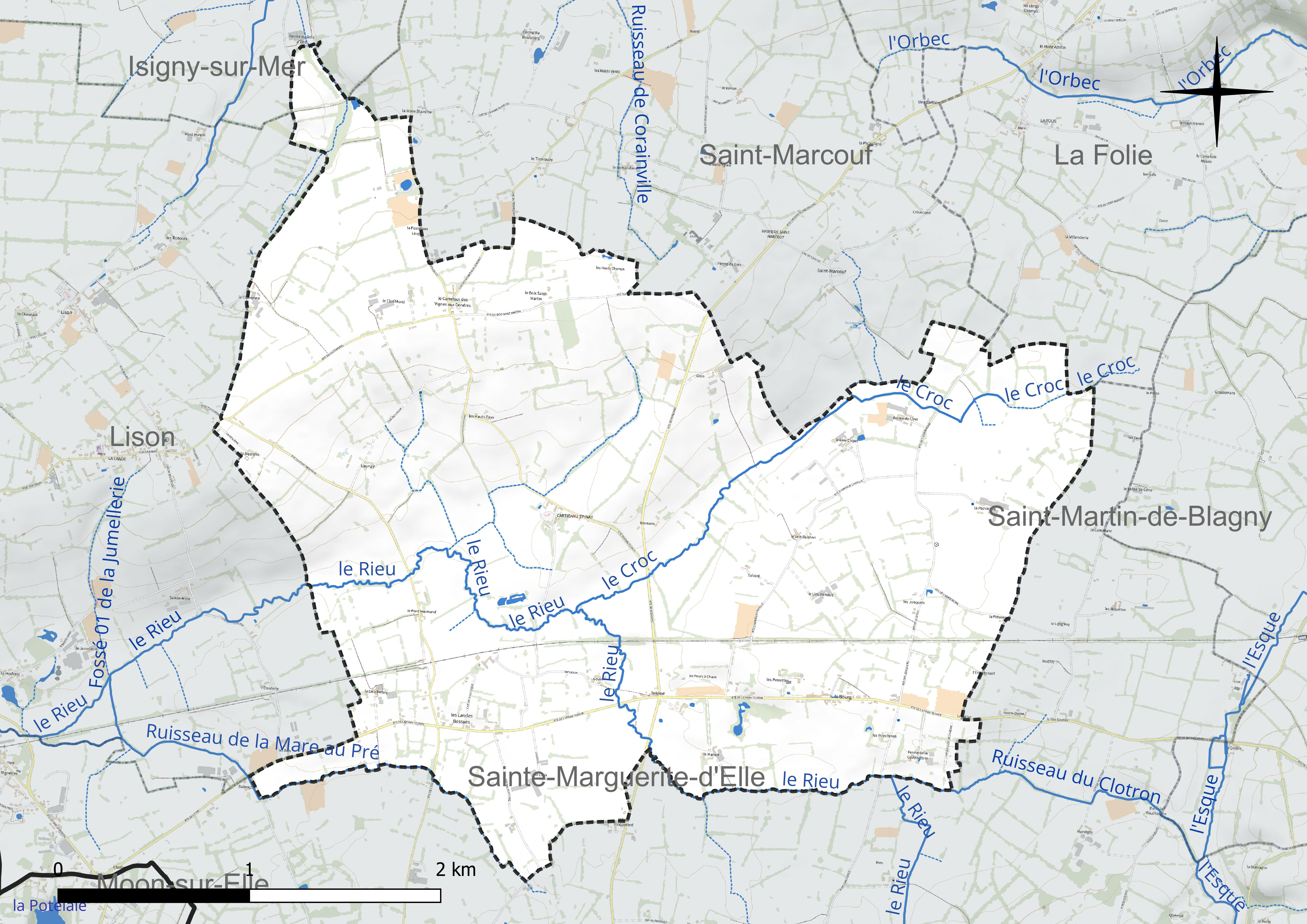
Réseau hydrographique de Cartigny-l'Épinay.

### Climat
Pour des articles plus généraux, voir Climat de la Normandie et Climat du Calvados.
En 2010, le climat de la commune est de type climat océanique franc, selon une étude du CNRS s'appuyant sur une série de données couvrant la période 1971-2000. En 2020, Météo-France publie une typologie des climats de la France métropolitaine dans laquelle la commune est exposée à un climat océanique et est dans la région climatique Normandie (Cotentin, Orne), caractérisée par une pluviométrie relativement élevée (850 mm/a) et un été frais (15,5 °C) et venté. Parallèlement le GIEC normand, un groupe régional d'experts sur le climat, différencie quant à lui, dans une étude de 2020, trois grands types de climats pour la région Normandie, nuancés à une échelle plus fine par les facteurs géographiques locaux. La commune est, selon ce zonage, exposée à un « climat maritime », correspondant au Cotentin et à l'ouest du département de la Manche, frais, humide et pluvieux, où les contrastes pluviométrique et thermique sont parfois très prononcés en quelques kilomètres quand le relief est marqué.
Pour la période 1971-2000, la température annuelle moyenne est de 10,9 °C, avec une amplitude thermique annuelle de 11,4 °C. Le cumul annuel moyen de précipitations est de 853 mm, avec 14 jours de précipitations en janvier et 7,8 jours en juillet. Pour la période 1991-2020, la température moyenne annuelle observée sur la station météorologique la plus proche, située sur la commune de Balleroy-sur-Drôme à 14 km à vol d'oiseau, est de 11,2 °C et le cumul annuel moyen de précipitations est de 924,3 mm,. Pour l'avenir, les paramètres climatiques de la commune estimés pour 2050 selon différents scénarios d'émission de gaz à effet de serre sont consultables sur un site dédié publié par Météo-France en novembre 2022.

## Urbanisme

### Typologie
Au 1er janvier 2024, Cartigny-l'Épinay est catégorisée commune rurale à habitat très dispersé, selon la nouvelle grille communale de densité à 7 niveaux définie par l'Insee en 2022.
Elle est située hors unité urbaine et hors attraction des villes,.

### Occupation des sols
L'occupation des sols de la commune, telle qu'elle ressort de la base de données européenne d'occupation biophysique des sols Corine Land Cover (CLC), est marquée par l'importance des territoires agricoles (100 % en 2018), une proportion identique à celle de 1990 (100 %). La répartition détaillée en 2018 est la suivante :
prairies (64,5 %), terres arables (32,5 %), zones agricoles hétérogènes (3,1 %). L'évolution de l'occupation des sols de la commune et de ses infrastructures peut être observée sur les différentes représentations cartographiques du territoire : la carte de Cassini (XVIIIe siècle), la carte d'état-major (1820-1866) et les cartes ou photos aériennes de l'IGN pour la période actuelle (1950 à aujourd'hui).

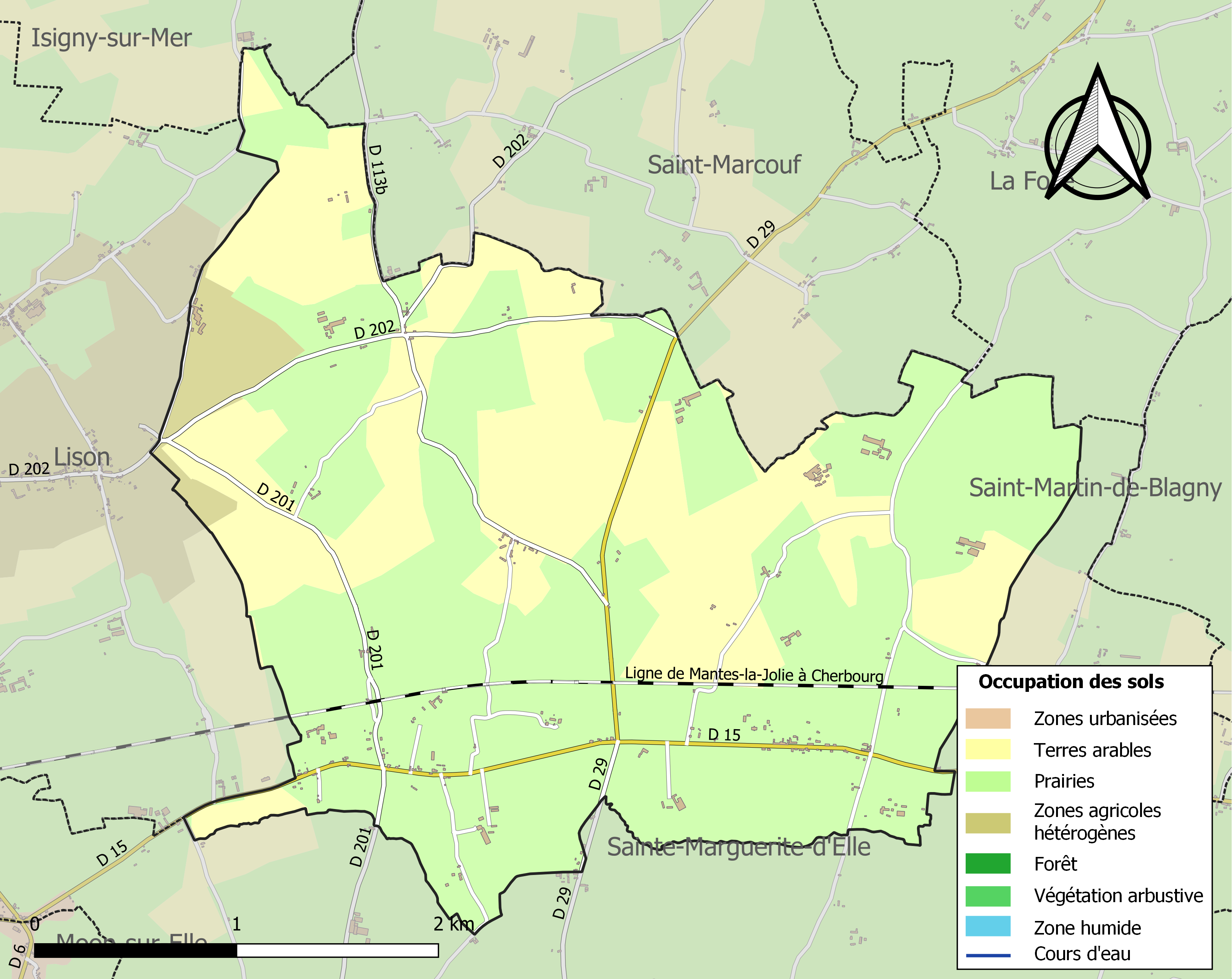
Carte des infrastructures et de l'occupation des sols de la commune en 2018 (CLC).

## Toponymie
La commune est issue de deux paroisses.
Le nom de la première est attesté sous les formes Kartineio en 1205 et 1232 et Carthigneium au XIVe siècle. Le toponyme est issu de l'anthroponyme latin ou roman, Cartinius.
Le nom de la deuxième paroisse est attesté sous la forme Spineto en 1150. Le toponyme est issu du latin spina, « arbrisseau épineux », par l'ancien français espinoi, espinay, « lieu où pousse de l'épine ». Il pourrait s'agir d'épine noire. Le toponyme epinay tirerait son nom des épines séculaires qui servaient jadis à séparer les héritages, les aubépines servaient autrefois à délimiter les parcelles de Normandie.

## Histoire
Les communes de Cartigny-l'Épinay et Cartigny-Tesson (Sainte-Marguerite-d'Elle) ont une histoire commune. Elles sont issues du partage de deux anciennes communes, Cartigny et L'Épinay-Tesson, par l'ordonnance du 6 janvier 1826. La partie au sud de la Rivière Rieu formait le territoire de Cartigny, et celle au nord la partie principale du territoire de L'Épinay-Tesson, une enclave d'une superficie conséquente était située le long de la rivière Elle. Une section de territoire formée par les lieux-dits la Vallée Normand (Pont Normand), Lieu Métais, Balençon (les Landes Bossues) et Govin est transférée par ordonnance du 14 juillet 1830 de Cartigny-Tesson à Cartigny-l'Épinay,. En 1846, Cartigny-Tesson devient Sainte-Marguerite-d'Elle.
Communes limitrophes de l'ancienne commune de Cartigny avant 1826 : (dans le sens d'une aiguille d'une montre)
- Castilly
- Saint-Marcouf
- L'Épinay-Tesson
- Saint-Laurent-du-Rieu
- La-Haye-Piquenot
- L'Épinay-Tesson (l'enclave)
- Clouay (jusqu'en 1812, puis absorbé par Saint-Jean-de-Savigny)
- Saint Clair (sur une pointe du périmètre)
- Moon
- Lison

Communes limitrophes de l'ancienne commune de L'Épinay-Tesson avant 1826 (cette commune était scindée en deux):
Territoire principale : (dans le sens d'une aiguille d'une montre)
- Cartigny
- Saint-Marcouf
- La-Folie
- Notre-Dame-de-Blagny
- Saint-Laurent-du-Rieu

Enclave : (dans le sens d'une aiguille d'une montre)
- Cartigny
- La-Haye-Piquenot
- Cerisy-La-Forêt
- Saint-Jean-de-Savigny (sucursale avant la révolution, son territoire dépendait de la paroisse de Couvains)
- Clouay (jusqu'en 1812, puis absorbé par Saint-Jean-de-Savigny)

## Politique et administration
| Période                                  | Période   | Identité            | Étiquette | Qualité              |
| ---------------------------------------- | --------- | ------------------- | --------- | -------------------- |
| 1995                                     | mars 2008 | Jean-Pierre Horel   | SE        |                      |
| mars 2008                                | En cours  | Nelly Suret-Cardine | SE        | Exploitante agricole |
| Les données manquantes sont à compléter. |           |                     |           |                      |

Le conseil municipal est composé de onze membres dont le maire et deux adjoints.

## Démographie
L'évolution du nombre d'habitants est connue à travers les recensements de la population effectués dans la commune depuis 1793. Pour les communes de moins de 10 000 habitants, une enquête de recensement portant sur toute la population est réalisée tous les cinq ans, les populations de référence des années intermédiaires étant quant à elles estimées par interpolation ou extrapolation. Pour la commune, le premier recensement exhaustif entrant dans le cadre du nouveau dispositif a été réalisé en 2006.
En 2022, la commune comptait 301 habitants, en stagnation par rapport à 2016 (Calvados : +1,58 %, France hors Mayotte : +2,11 %).
| 1793 | 1800 | 1806 | 1821 | 1831 | 1836 | 1841 | 1846 | 1851 |
| ---- | ---- | ---- | ---- | ---- | ---- | ---- | ---- | ---- |
| 961  | 887  | 929  | 990  | 447  | 546  | 534  | 553  | 557  |

| 1856 | 1861 | 1866 | 1872 | 1876 | 1881 | 1886 | 1891 | 1896 |
| ---- | ---- | ---- | ---- | ---- | ---- | ---- | ---- | ---- |
| 577  | 611  | 599  | 542  | 507  | 502  | 502  | 509  | 481  |

| 1901 | 1906 | 1911 | 1921 | 1926 | 1931 | 1936 | 1946 | 1954 |
| ---- | ---- | ---- | ---- | ---- | ---- | ---- | ---- | ---- |
| 504  | 491  | 472  | 442  | 415  | 455  | 445  | 463  | 485  |

| 1962 | 1968 | 1975 | 1982 | 1990 | 1999 | 2006 | 2011 | 2016 |
| ---- | ---- | ---- | ---- | ---- | ---- | ---- | ---- | ---- |
| 433  | 382  | 303  | 263  | 273  | 279  | 296  | 304  | 301  |

| 2021 | 2022 | - | - | - | - | - | - | - |
| ---- | ---- | - | - | - | - | - | - | - |
| 298  | 301  | - | - | - | - | - | - | - |

## Économie
La commune se situe dans la zone géographique des appellations d'origine protégée (AOP) Beurre d'Isigny et Crème d'Isigny.

## Lieux et monuments

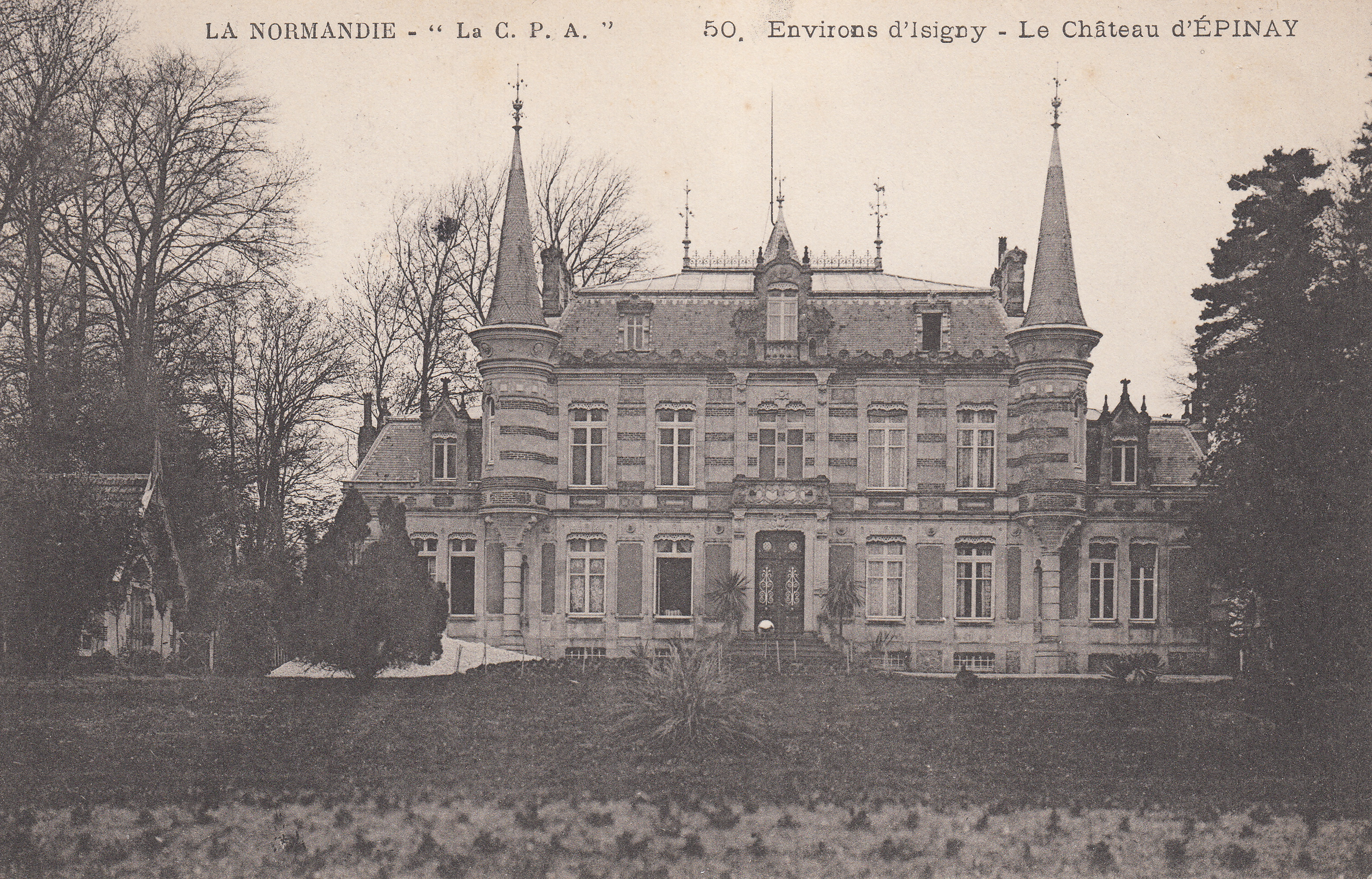
Le manoir de l'Épinay.

- Église Saint-Pierre, du XIIe siècle, remaniée.
- Manoir de l'Épinay (château de Cartigny), du XIXe siècle.
- L'église de L'Épinay-Tesson a été détruite lors de la fusion des paroisses[36].

## Activité et manifestations

### Jumelages
Verlar (de) (Allemagne) depuis 1982, ancienne commune faisant aujourd'hui partie de Salzkotten.

## Personnalités liées à la commune
- Pierre Louis Clément (1766 à Cartigny-l'Épinay - 1852), homme politique.